# Legend of the Werewolf
Legend of the Werewolf è un film del 1975 diretto da Freddie Francis ed interpretato da Peter Cushing.
Sebbene Endore non sia accreditato, nel film sono presenti alcuni elementi del romanzo The Werewolf of Paris di Guy Endore.

## Trama
Russia, XIX secolo. Alla mezzanotte della vigilia di Natale, due fuggitivi si fermano sul ciglio della strada affinché la donna possa partorire suo figlio. La donna muore di parto mentre l'uomo viene massacrato dai lupi. Tuttavia, i lupi, invece di ucciderlo, proteggono il bambino che diventa così un bambino selvaggio.
Anni dopo, un trio di artisti circensi trovano il ragazzo nel bosco, lo portano via con loro, gli mettono nome Etoile e lo fanno esibire nel circo come attrazione chiamata "Wolf Boy". Man mano che cresce Etoile perde i suoi aspetti lupi e cala il fascino del pubblico nei suoi confronti. Una notte Etoile, sotto l'influenza della luna piena, si trasforma in un lupo ed uccide Tiny, un membro del circo. In punto di morte l'uomo accusa Etoile, che fugge.
Giunto a Parigi, Etoile diventa assistente di un guardiano dello zoo. Lo stesso giorno, un gruppo di prostitute di un vicino bordello si reca a pranzo e Etoile rimane colpito dalla bella Christine. Più tardi il giovane si presenta al bordello intenzionato ad invitare Christine a ballare, ma viene respinto da Madame Tellier. Cerca di intrufolarsi passando da una finestra, ma vedendo Christine con un cliente fa su tutte le furie, irrompe dalla finestra ed attacca il cliente. Madame Tellier interviene fermandolo. La mattina seguente Christine affronta Etoile e, nella discussione che segue, gli racconta della sua storia di orfana che è stata accolta da Madame Tellier. Etoile chiede a Christine di sposarlo, ma lei gli dice che la storia tra di loro non potrebbe funzionare. Quella notte, Etoile si trasforma di nuovo ed uccide i clienti che escono dal bordello.
Questi delitti attirano l'interesse del professor Paul Cataflanque, un abile patologo forense, che inizialmente deduce che l'autore di essi sia un lupo. Nonostante le proteste del suo amico, l'ispettore Gerard, il professore intraprende delle proprie indagini e fa un controllo ai lupi dello zoo dove lavora Etoile. Il giovane mostra al professore che i lupi sono molto dolci ma l'uomo appare molto scettico della cosa. Alcune prove raccolte conducono il professore al bordello, dove Madame Tellier, dopo aver visto le fotografie delle vittime, mente dicendo di non aver mai viste quelle persone. Anche Christine vede le foto e Paul, notando la sua strana reazione, decide di interroga in privato. La donna ammette di aver avuto quelle persone come clienti.
Nel frattempo, il prefetto di polizia decide di rendere ufficiale la teoria di Paul che l'autore dei delitti è un lupo ed ordina a tutti gli zoo di uccidere i loro lupi. A Etoile viene assegnato questo compito terribile ed il giovane va fuori di testa dal dolore. Christine gli fa visita e parte per prendere il guardiano dello zoo, pensando che Etoile sia malato. Etoile fugge nelle fogne prima che lei ritorni. La rabbia e il dolore che prova scatenano la sua malvagità trasformando Etoile in una furia omicida che si nasconde nelle fogne il giorno successivo. Paul scopre che una delle vittime è ancora viva e interrogandola apprende che è stato aggredito da una strana creatura e non da un uomo o da un lupo. Boulon, il servitore di Paul, gli racconta alcune storie sui lupi mannari e l'uomo deduce che la creatura tornerà a colpire la notte successiva. Paul interroga nuovamente Christine e le chiede di aspettare nella stanza di Etoile, prende una mappa delle fogne e forgia un proiettile d'argento per precauzione.
Quella notte, scende nelle fogne ed incontra Etoile. Paul cerca di ragionare con lui, offrendogli il suo aiuto. Etoile riacquista temporaneamente la propria sanità mentale, ma Gerard, avvertito da Boulon, lo attacca. Etoile fugge allo zoo, seguito da Paul. Christine è scioccata e spaventata dalla trasformazione in lupo mannaro di Etoile, ma il giovane non la aggredisce. Paul prova ancora una volta a ragionare con Etoile, ma Gerard gli spara con il proiettile d'argento uccidendolo.

## Produzione
La sceneggiatura del film è stata scritta da Anthony Hinds dietro lo pseudonimo John Elder. Hinds aveva anche scritto la sceneggiatura dell'unico film della Hammer con licantropi, L'implacabile condanna (1961), nel quale recitò anche Michael Ripper.
Nella prima bozza della trama i personaggi del Professor Paul e del fotografo non erano presenti.
Il film è stato girato ai Pinewood Studios a partire dal 19 agosto 1974.

## Distribuzione
Distribuito nei cinema del Regno Unito, il film negli Stati Uniti è stato pubblicato solamente su VHS.

### Home media
Il film venne distribuito in DVD per la prima volta dalla Cheezy Flicks il 17 ottobre 2017.